# 紀元前550年
紀元前550年（きげんぜん550ねん）は、西暦（ローマ暦）による年。紀元前1世紀の共和政ローマ末期以降の古代ローマにおいては、ローマ建国紀元204年として知られていた。紀年法として西暦（キリスト紀元）がヨーロッパで広く普及した中世時代初期以降、この年は紀元前550年と表記されるのが一般的となった。

## 他の紀年法
- 干支 : 辛亥
- 日本
  - 皇紀111年
  - 綏靖天皇32年
- 中国
  - 周 - 霊王22年
  - 魯 - 襄公23年
  - 斉 - 荘公4年
  - 晋 - 平公8年
  - 秦 - 景公27年
  - 楚 - 康王10年
  - 宋 - 平公26年
  - 衛 - 殤公9年
  - 陳 - 哀公19年
  - 蔡 - 景侯42年
  - 曹 - 武公5年
  - 鄭 - 簡公16年
  - 燕 - 文公5年
  - 呉 - 諸樊11年
- 朝鮮
  - 檀紀1784年
- ユダヤ暦 : 3211年 - 3212年

## できごと

### 中国
- 楚に亡命していた陳の公子黄が慶虎と慶寅について楚に告発し、楚が慶楽を殺害すると、慶虎と慶寅は陳に拠って叛いた。楚の屈建と陳の哀公が陳を包囲した。陳の城壁を修築していた役夫が慶虎と慶寅を殺して開城した。これによって公子黄が楚から陳に帰国した。
- 晋の欒盈がひそかに曲沃に入り、曲沃の兵を率いて晋の都の絳に攻め入ったが、敗北して曲沃に逃げ帰った。
- 斉が衛を攻撃し、さらに晋に侵攻したが、晋の趙勝に敗れた。
- 魯の叔孫豹が軍を率いて晋を救援し、雍楡に宿営した。
- 魯の臧紇（臧武仲）が邾に亡命し、さらに斉に逃れた。
- 晋軍が曲沃を攻撃して欒盈を殺害した。欒盈の一族もみな殺されたが、ひとり欒魴が宋に亡命した。
- 斉が莒を襲撃した。

### オリエント
- この頃、ペルシア王キュロス2世がメディア王アステュアゲスを打倒し、首都エクバタナを占領した。これにより、ペルシアがオリエントの強国として台頭し、後の大帝国の基盤が築かれる。
  - メディアを征服したキュロス2世が、アケメネス朝ペルシアの創始者となったとされる。ただし、「アケメネス朝ペルシアがこの年に成立した」とするのは後世の伝承であり、正式な建国の年は明確ではない。

## 死去
- 孝公 - 杞の君主
- 仲孫速 - 魯の重臣、孟荘子